# Genjuro Kibagami
Genjuro Kibagami |牙神 幻十郎| Kibagami Genjūrō En japonés su nombre tiene como significado: "El décimo hijo Místico" y es un personaje de la saga de videojuegos Samurai Shodown. Fue presentado en Samurai Shodown II y es rival de Haohmaru. El diseño de Genjuro se centra en la cicatriz de su espalda. A pesar de la creencia popular no tiene ninguna relación con Iori Yagami.
En 1997 en la Colección Gamest Héroes, fue clasificado en la posición 18 como personaje favorito y fue clasificado número uno (de parte del equipo de desarrollo y los aficionados) en el momento de su debut. Él personaje fue inspiración del diseño de Makoto Shishio de la serie Rurouni Kenshin.

## Historia
Genjuro afirma haber matado a su propia familia y por lo menos a un centenar más. Su madre era una prostituta y debido a esta profesión, no conoce a su padre. A pesar de ello, hizo un juramento de silencio para cuidar a su madre hasta que su padre volviera a casa. A la edad de quince años debido a las suplicas de su madre para que la protegiera, Genjuro mató a un hombre que se quedaba en su casa, esto a causa de que este cliente estaba borracho e iracundo. Mientras se preparaba a dejar su casa para siempre, su madre lo atacó maldiciendo su existencia dejándole la cicatriz en la espalda. Genjuro la asesino en represalia.
Huérfano, Nicotine lo tomo bajo su tutela junto a Haohmaru en su casa. Ambos estudiantes llegaron a ser muy buenos amigos hasta que la ira y el hambre de poder preocuparon a Nicotine. Para poner a prueba a los estudiantes, influyo en ellos para que pelearan por el gran tesoro: La espada Fugodoku. Fueron probados al enfrentar a varios grupos de peleadores. Genjuro creyendo que tales e "insignificantes" personas no merecían la vida, asesino a cada uno de sus oponentes dejando así el lugar de Nicotine lleno de repugnancia al terminar el evento. Juró enfrentar y matar a Haohmaru y Nicotine, rencoroso por sus creencias idealistas sobre manejo de la espada. Odia a Haohmaru en especial, porque se parece al hombre que estaba con su madre cuando los mató. También se sentía atraído por Shiki en un momento dado, ya que se parecía a su madre.
Durante sus viajes su profesión era la de "hitokiri" o asesino a sueldo, ya que en varias ocasiones solía aceptar "sucios", tales como brigadas para acabar con piratas y escondites de bandidos. Sus antiguos clientes incluyen a Sankuro Yorozu y Rashojin Mizuki. En Samurai Shodown 64-2, Genjuro se lleva la palma en su último duelo contra Haohmaru. Antes de que pudiera asestar el golpe final, un chico lo apuñala en venganza por su padre. En gran medida se da a entender que Genjuro muere a causa de la herida y como había prometido, Haohmaru ofrece un brindis para honrar a su amigo.
Al igual que Ukyo, se cree que su muerte es retroactiva en la secuela más reciente. En este caso, Genjuro es atacado por dos asesinos, a uno lo mata rápidamente y el otro sobrevive de alguna manera. Antes de que lanze el golpe mortal, el asesino sobreviviente le dice que se trataba de una prueba de un hombre llamado Golba y le ofrece unirse a su maestro. Como él duda, el asesino se suicida, lo que llama la atención y el interés de Genjuro y comienza su viaje para encontrar a Golba. 

Genjuro tiene un lema que reza antes de salir a matar. Es más o menos traducido como:
"He construido un nido para la bestia de mi corazón, el colmillo gruñe, Mata ... Vamos a matar. El colmillo llora, Mata ... Vamos a matar. Para calmarlo, no hay otra manera, solo matar ... "
A pesar de que es en su mayoría exclusivo para el drama de la serie en CD, los jugadores pueden oír partes de la misma entonadas por una mujer durante su tema musical en Samurai Shodown 64.

## Personalidad
Genjuro es un guerrero brutal que únicamente pelea por el placer de matar. Gusta de dominar a los demás y odia a los débiles. Hay momentos en los que de vez en cuando se siente arrepentido y muestra misericordia por sus acciones a pesar de que a menudo contrarresta estos casos con más actos de crueldad. A menudo sus víctimas le llaman "demonio", generalmente unos momentos antes de matarlos.

## Poderes
- Proyectil de Energía - Genjuro puede disparar un proyectil de energía con su espada.
- Ataques de Energía - Genjuro puede cargar su espada con energía de su Ki.
- Aturdir - Genjuro puede atrapar a sus oponentes y dejarlos completamente vulnerables por cortos periodos de tiempo.

## Estilo de Pelea
A pesar de que ambos fueron entrenados por Nicotine, su estilo de lucha en gran medida difiere al de Haohmaru en la ejecución. Todos sus movimientos especiales son referencias directas al juego de cartas japonés, Hanafuda. Dependiendo de si algún golpe acierta o falla, en el movimiento temporal se proyectarán las imágenes de un combo de tarjetas "ganador" y / o una de "fallado", basados en el conjunto de las funciones Hanafuda. Su "mascota" de clases es una rana de color naranja sin nombre, una referencia a la tarjeta Yanagi ni Ono no Toufuu. Sus poses de victoria desde su primera aparición hace varias referencias a la baraja, sus poses de victoria al final bajan el tono de las referencias.

## Música
- Oni (Demon) - Samurai Shodown II
- Oni no uta (Demon song) - Samurai Shodown III
- Oni no uta - kai (Demon song modified) - Samurai Shodown IV
- Oni no uta ~ Beast + Divine Ferocity - Samurai Shodown 64
- Oni no uta ~ Azura Zanmaden - Samurai Shodown 64-2
- Daimen's Nite Groove (Hot Sake Mix) - Samurai Remix VA (shared with Nicotine)
- Feel It (Mr. Organ Mix) - Samurai Remix VA

## Voz
- Kong Kuwata - Samurai Shodown II~64 series, Sen, SNK vs Capcom, Neo Geo Battle Coliseum
- Tōru Ōkawa - Samurai Shodown VI
- Kenji Nomura - Samurai Spirits Oni
- Akio Ohtsuka - Samurai Shodown II Dengeki drama CD

## Apariciones
- Samurai Shodown II
- Samurai Shodown III
- Shinsetsu Samurai Spirits: Bushidou Retsuden
- Samurai Shodown IV
- Samurai Shodown 64
- Samurai Shodown!
- Samurai Shodown 64-2 - los jugadores solo encontrarán su forma "Bust" como oponente en el CPU.
- Samurai Shodown! 2
- Samurai Shodown V
- Samurai Shodown V Special
- Samurai Shodown VI
- SNK vs Capcom: SVC Chaos
- Neo Geo Battle Coliseum
- Samurai Shodown Sen
- Samurai Spirits Oni

### Apariciones en Móvil
- Days of Memories (third and seventh titles) - NPC
- Samurai Spirits - Shimensouka (enemy character)
- Samurai Spirits - Makai Rineki
- SNK’s DARTS: Three In The Black

### Cameos
- Samurai Shodown: Warriors Rage - Solo lo mencionan
- SNK vs. Capcom: The Match of the Millennium - en el fondo de una de las pantallas de inicio.

### Anime
- Samurai Spirits 2: Asura-Zanmaden (OVA)

## Personajes Similares
- Sankuro Yorozu